# Губертусбургский мир
Губертусбургский мир (нем. Frieden von Hubertusburg) — мирный договор, подписанный в саксонском охотничьем замке Губертусбург (нем. Hubertusburg), недалеко от Лейпцига 15 февраля 1763 года между Пруссией, Австрией и Саксонией, завершивший Семилетнюю войну (1756—1763).
Договор между Пруссией и Саксонией включал 11 статей и 3 отдельных соглашения, между Пруссией и Австрией — 21 статью и два дополнительных тайных соглашения.
Австрия отказывалась от всех территориальных притязаний к Пруссии (Силезия и Грауденц), Пруссия — от возмещения ущерба, причинённого войной.
В обмен на вывод прусских войск из Саксонии, Австрия выводила свои войска из графства Глац (ныне город Клодзко в Нижнесилезском воеводстве Польши). Все заложники и военнопленные подлежали немедленному освобождению, насильственно призванные на военную службу — демобилизации.
Пруссия обязывалась предоставить католическому населению Силезии свободу вероисповедания и уважать его собственность и привилегии, Австрия возвращала захваченные прусские архивы.
Пруссия гарантировала Саксонии свободу сообщения с Польшей, в том числе, и пропуск войск через прусскую территорию. Стороны обязывались содействовать развитию обоюдной торговли.
В тайных статьях Пруссия обещала отдать свой голос на выборах нового главы Священной Римской империи сыну Марии Терезии и поддержать австрийские наследственные притязания на итальянское герцогство Модену.
Таким образом, по договору восстанавливался довоенный статус-кво. Многие современники испытывали разочарование, не понимая, из-за чего было пролито море крови. На самом деле, значение договора в истории Германии и Европы велико: Пруссия вошла в число ведущих держав Европы, было положено начало процессу объединения немецких земель под прусской гегемонией, развитие Европы пошло по известному историческому пути.